# Равель, Гастон
Гастон Равель (фр. Gaston Ravel; 28 октября 1878, Париж, Франция — 23 февраля 1958, Канны, Франция) — французский кинорежиссёр, сценарист, актёр.

## Биография
Работал на студии «Gaumont», снимал во Франции, Италии и Германии.
За свою карьеру с 1914 года снял 61 кинофильм, в основном, немых.

## Избранная фильмография
- 1934 — Le rosaire
- 1934 — Fanatisme
- 1932 — Monsieur de Pourceaugnac
- 1931 — L’étrangère
- 1930 — La straniera
- 1929 — Le collier de la reine
- 1929 — Figaro
- 1928 — Madame Récamier
- 1927 — Le bonheur du jour
- 1927 — Le roman d’un jeune homme pauvre
- 1926 — Fräulein Josette — Meine Frau
- 1926 — Le fauteuil 47
- 1926 — Chouchou poids plume
- 1925 — L’avocat
- 1925 — Jocaste
- 1925 — Amours, délices et orgues
- 1924 — Le gardien du feu
- 1924 — On ne badine pas avec l’amour (в соавт.)
- 1923 — Ferragus
- 1923 — Oltre la legge
- 1923 — Тао
- 1922 — Rabagas
- 1922 — Fatale bellezza
- 1922 — Idillio tragico
- 1922 — À l’ombre de Vatican
- 1921 — Il nodo
- 1921 — Saracinesca
- 1921 — Forse che sì forse che no
- 1921 — L’envolée
- 1921 — La Madonna errante
- 1920 — La rupe tarpea
- 1920 — Cosmopolis
- 1920 — Temi
- 1919 — L’homme qui revient de loin
- 1919 — La volata
- 1919 — Il giogo
- 1918 — La geôle
- 1918 — La maison d’argile
- 1918 — Ce bon La Fontaine
- 1917 — La femme inconnue
- 1917 — Du rire aux larmes
- 1916 — Fille d’Ève
- 1916 — Monsieur Pinson policier (в соавт.)
- 1915 — Triple entente
- 1915 — La nouvelle Ninon
- 1915 — Le trophée du zouave
- 1915 — Les trois rois
- 1915 — Madame Fleur-de-Neige
- 1915 — Le grand souffle
- 1915 — En musique
- 1915 — Autour d’une bague
- 1915 — Des pieds et des mains
- 1914 — Le fils de la divette
- 1914 — L’ambition de Madame Cabassoul
- 1914 — La dot
- 1914 — L’autre victoire
- 1914 — La petite réfugiée
- 1914 — L’amoureuse aventure
- 1914 — Sainte-Odile
- 1914 — La bouquetière des Catalans

## Награды
- Орден Почётного легиона